# Amorbia emigratella
The Mexican Leaf-roller (Amorbia emigratella) là một loài bướm đêm thuộc họ Tortricidae. Although Nó đã dược miêu tả ở Hawaii (ở đó nó is found on Kauai, Oahu, Molokai, Maui và Hawaii. Nó được biết đến là loài bản địa México và Trung Mỹ.
Chiều dài cánh trước là 8–11 mm đối với con đực and 11.5–12 mm đối với con cái. Adults are pale yellow to brown and may be variably mottled with dark brown.
The larvae have been recorded on a wide range of plants, bao gồm Acacia koaia, Arachis hypogaea, Brassaia, Brassica oleracea, Carica papaya, Cassia leschenaltiana, Citrus sinensis, Dodonaea viscosa, Dracaena, Gardenia, Gliricidia septum, Gossypium, Ipomoea batatas, Lycopersicon esculentum, Macadamia, Orchidaceae, Passiflora, Persea americana, Phais, Phaseolus, Pipturus, Psidium guajava, Rosa, Rubus, Rubus hawaiiensis, Solanum melongena, Solanum tuberosum, Sophora, Theobroma cacao, Ulex europaeus, Wikstroemia foetida and Zea mays. 